# Aeropuerto de Pevek-Apapélguino
El Aeropuerto de Pevek-Apapélguino (en ruso: Аэропорт Певек-Апапельгино; ICAO: UHMP; IATA: PWE), se encuentra en la población de Apapélguino, a 15 km al noreste de Pevek, en el distrito autónomo de Chukotka, Rusia.
El espacio aéreo está controlado desde el FIR de Pevek-Apapélguino (ICAO: UHMP).
Además de Anádyr y Tiksi, Pevek-Apapélguino es el único aeropuerto del extremo oriental del océano Ártico con calificación de 1ª clase.
Los servicios aeroportuarios los presta la compañía ChukotAvia.

## Pista
El aeropuerto de Pevek-Apapélguino dispone de una pequeña pista de tierra en dirección 17/35 de 2500x42 m. (8202x138 pies).
El pavimento es del tipo 23/R/A/X/T, que permite un peso máximo al despegue de 100 toneladas.
Es adecuado para ser utilizado por los siguientes tipos de aeronaves : Antonov An-24, Antonov An-26, Ilyushin Il-76, Tupolev Tu-134, Tupolev Tu-154, Tupolev Tu-204, Boeing 757, y clases menores, y todo tipo de helicópteros.

## Aerolíneas y destinos
| Nombre compañía | Destinos                                                  |
| --------------- | --------------------------------------------------------- |
| ChukotAvia      | Anádyr, Bilibino, Magadán, Mys Shmidta, Ostrov-Vranguelya |
| YakutAvia       | Anádyr                                                    |

## Aeropuerto de emergencia ETOPS
Pevek-Apapélguino es utilizado como aeropuerto de emergencia para aviones bimotores como los Airbus A300, Airbus A310, Airbus A330, Boeing 737, Boeing 757, Boeing 767, Boeing 777, Gulfstream V G500/G550 o Gulfstream IV G350/G450 cuando realizan rutas polares. Los aeropuertos rusos de Chulman-Nériungri, Salejard, Norilsk-Alykel, Polyarny, Yakutsk, Mirni, Bratsk, Blagovéshchensk-Ignatievo, Irkutsk, Játanga y Tiksi forman parte de los aeropuertos de emergencia para cumplir con los requisitos ETOPS.

## Transporte terrestre
Autobús de línea
El aeropuerto está situado a unos 15 km del centro de Pevek y es fácilmente accesible en unos 20-30 minutos por la carretera Apapélguino-Pevek